# You.com
You.com è un motore di ricerca orientato alla privacy, con sede a Palo Alto, California; a differenza dei tradizionali motori di ricerca, i risultati vengono classificati in categorie piuttosto che una lista di link. Il motore di ricerca è stato distribuito in versione Beta il 9 novembre 2021. In un'intervista, il cofondatore Richard Socher ha annunciato di volere un motore di ricerca con un bilanciamento fra privacy e personalizzazione.

## Storia
Il sito web è stato fondato da Bryan McCann e Richard Socher nel 2020, ex dipendenti di Salesforce. Dopo l'annuncio dell'apertura al pubblico in versione Beta nel 2021, l'azienda ha ricevuto 20 milioni di dollari da Marc Benioff, fondatore di Salesforce. A marzo 2022 l'azienda ha lanciato YouWrite, un modello GPT-3 per la scrittura di email e altri documenti. A dicembre 2022 è stata rilasciata anche YouChat, un evoluto chat bot che, a differenza di ChatGPT di OpenAI ha accesso ad Internet con le informazioni aggiornate e offre anche le fonti da cui le informazioni sono estratte. È possibile anche la scrittura di codice di programmazione.
I risultati di ricerca sono forniti tramite Microsoft Bing, oltre che Reddit e Twitter. Per quanto riguarda la privacy, You.com non memorizza l'indirizzo IP e non raccoglie informazioni degli utenti per mostrare annunci in target. La registrazione è opzionale, sono possibili quindi due modalità di utilizzo, personale e privata, in quest'ultima non viene memorizzata alcuna informazione riguardante la ricerca.